# Orgilus dissidens
Orgilus dissidens är en stekelart som beskrevs av Muesebeck 1970. Orgilus dissidens ingår i släktet Orgilus och familjen bracksteklar. Inga underarter finns listade i Catalogue of Life.